# Trautenstein

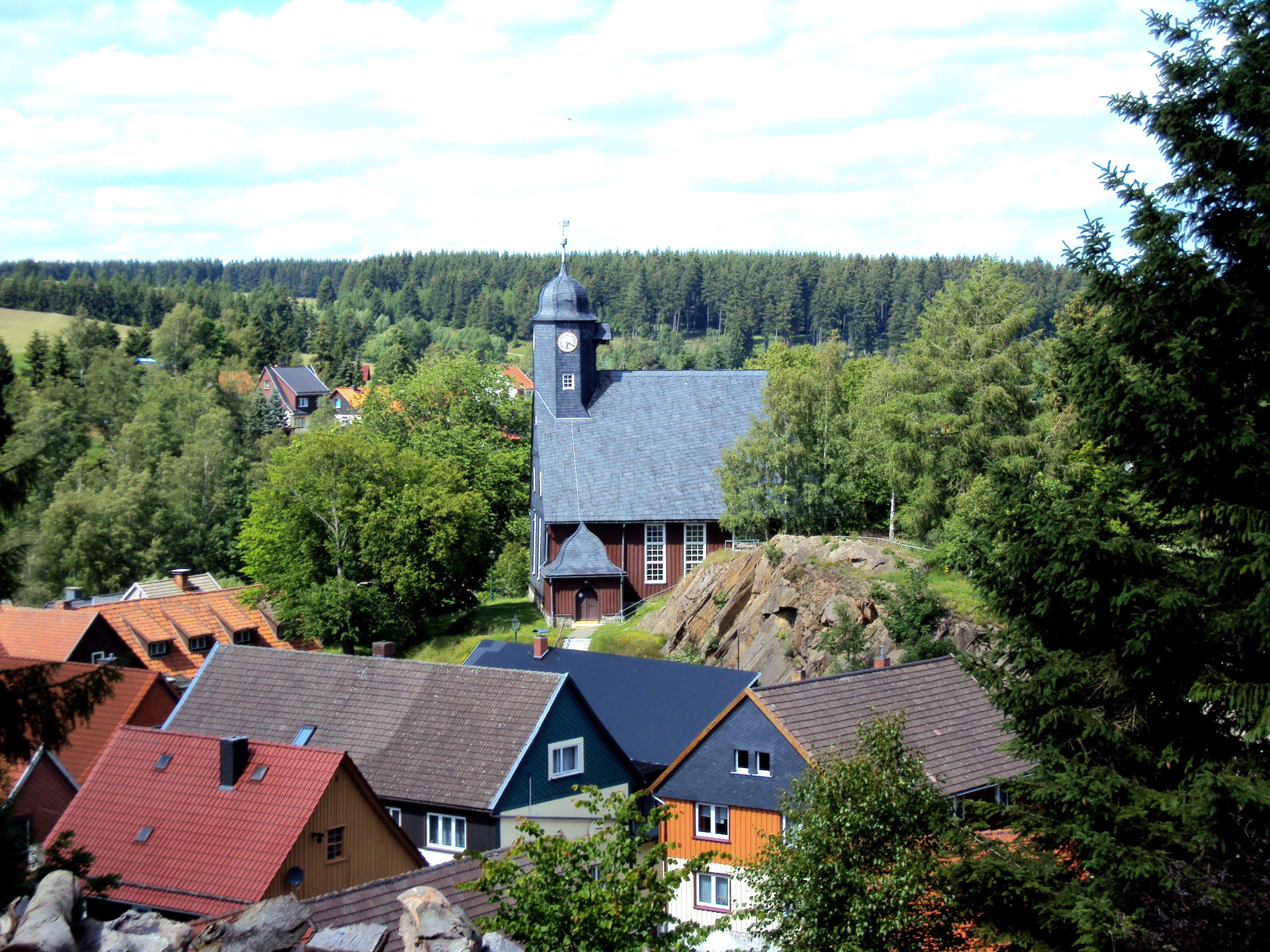
Blick vom Butterkopf zur Kirche St. Salvator

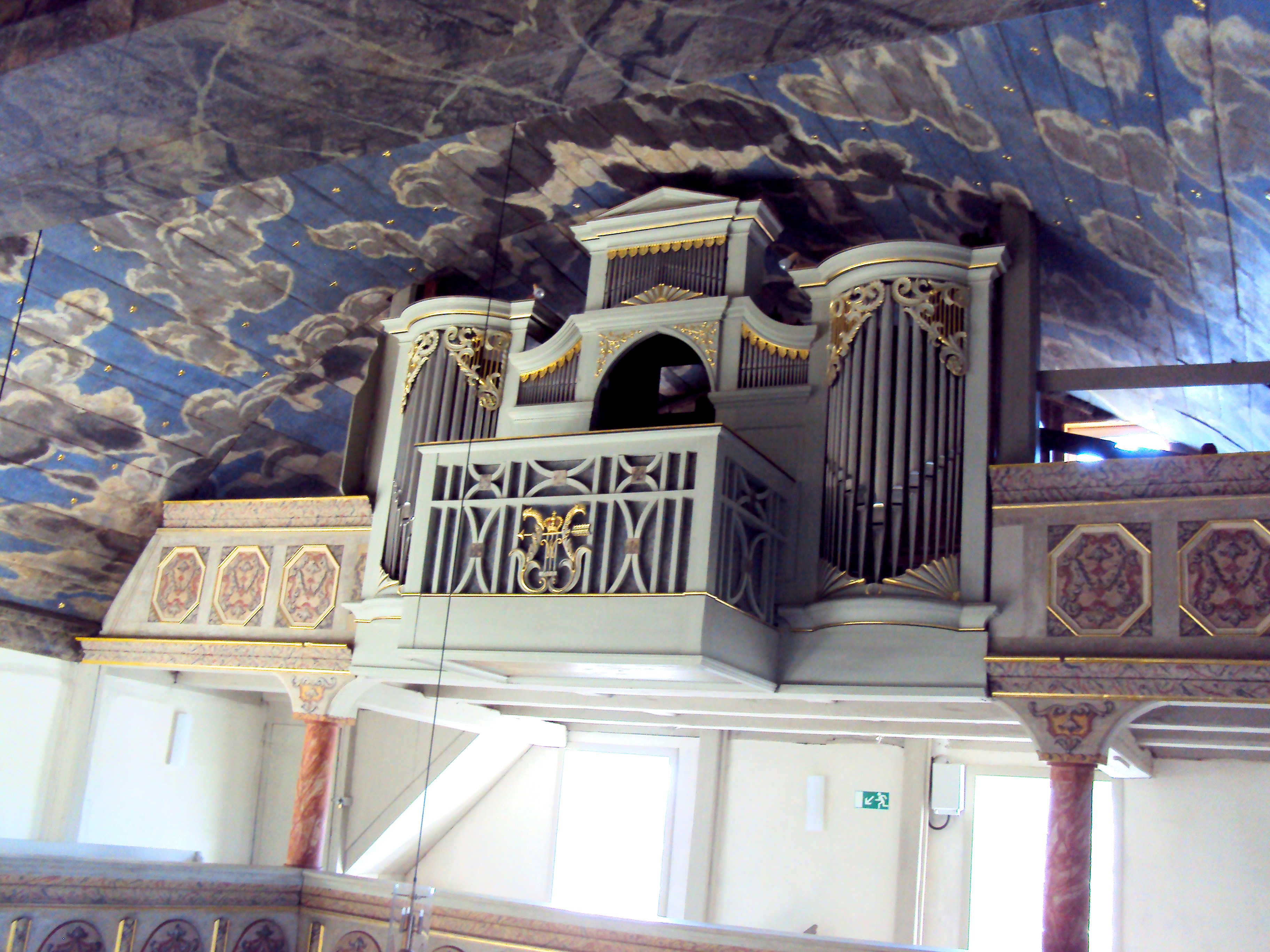
Engelhardt-Orgel in der St. Salvator-Kirche in Trautenstein.

Trautenstein im Harz ist ein Ortsteil der Stadt Oberharz am Brocken im Landkreis Harz in Sachsen-Anhalt.

## Geographische Lage
Trautenstein liegt im Unterharz im Naturpark Harz/Sachsen-Anhalt. Es befindet sich direkt nördlich der Mündung des Dammbachs in die Rappbode und nahe dem Südende der Rappbodevorsperre. Etwa 3,3 km südlich des Dorfs befindet sich die Carlshaushöhe, auch Bärenhöhe genannt, auf deren 626,3 m hohem Gipfel der Carlshausturm, ein Funk- und Aussichtsturm der Harzer Schmalspurbahn, steht.
Größere Orte in näherer Umgebung sind Braunlage, Bad Lauterberg, Bad Harzburg (alle Niedersachsen) sowie Blankenburg, Wernigerode und Hasselfelde (alle Sachsen-Anhalt). Die wichtigste Verbindungsstraße ist die durch Trautenstein in Richtung Hasselfelde bzw. Braunlage führende Bundesstraße 242.

## Geschichte
Der Ort wurde erstmals im Jahre 1448 urkundlich erwähnt. Er hat sich von einem traditionellen Bergbau- und Waldbauerndorf zum Fremdenverkehrsort entwickelt. Die Heimatstube enthält Exponate über die wechselvolle Geschichte des Ortes. Der Name des Ortes Trautenstein geht auf den „Druidenstein“ oder „Drudenstein“ zurück, eine Kult-, Opfer-, Richt- und Trauungsstätte einer heidnischen Sippe im Mittelalter.
Im Oktober 1607 brannte ein Großteil des Ortes ab.
1701 wurde die barocke Fachwerkkirche mit Holztonnengewölbe und Hufeisenempore fertiggestellt, die 1834 eine Engelhardt-Orgel mit dem freistehenden Spieltisch und den elf Registern erhielt.
Im Jahr 1807 wurde der Ort in das von Napoleon geschaffene Königreich Westphalen eingegliedert. Trautenstein wurde eine  Gemeinde des Kantons Hasselfelde. Der Kanton bildete einen Teil des Distrikts Blankenburg im Departement der Saale. Nach der Auflösung des Königreichs Westphalen im Jahr 1813 und der Konstituierung des Herzogtums Braunschweig wurde die Landesverwaltung neugeordnet. Trautenstein wurde Teil des Amtes Hasselfelde im Herzogtum Braunschweig.
1979 wurden an und in der nördlich gelegenen Rappbode Teile des DEFA-Märchenfilmes Schneeweißchen und Rosenrot gedreht.
Am 1. Januar 2002 wurde Trautenstein nach Hasselfelde eingemeindet und ist seit der Gründung der Stadt Oberharz am Brocken am 1. Januar 2010 Ortsteil von Oberharz am Brocken.

## Klima

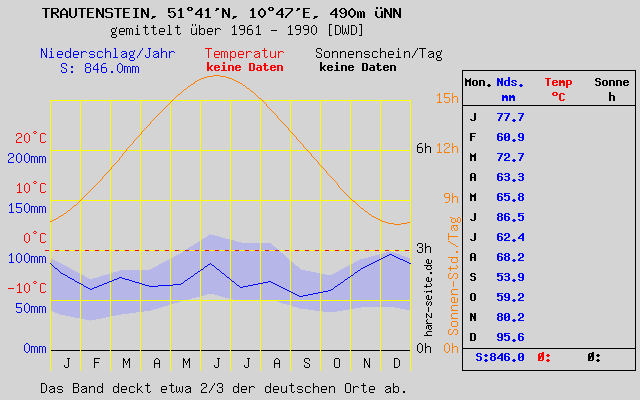
Niederschlagsdiagramm von Trautenstein

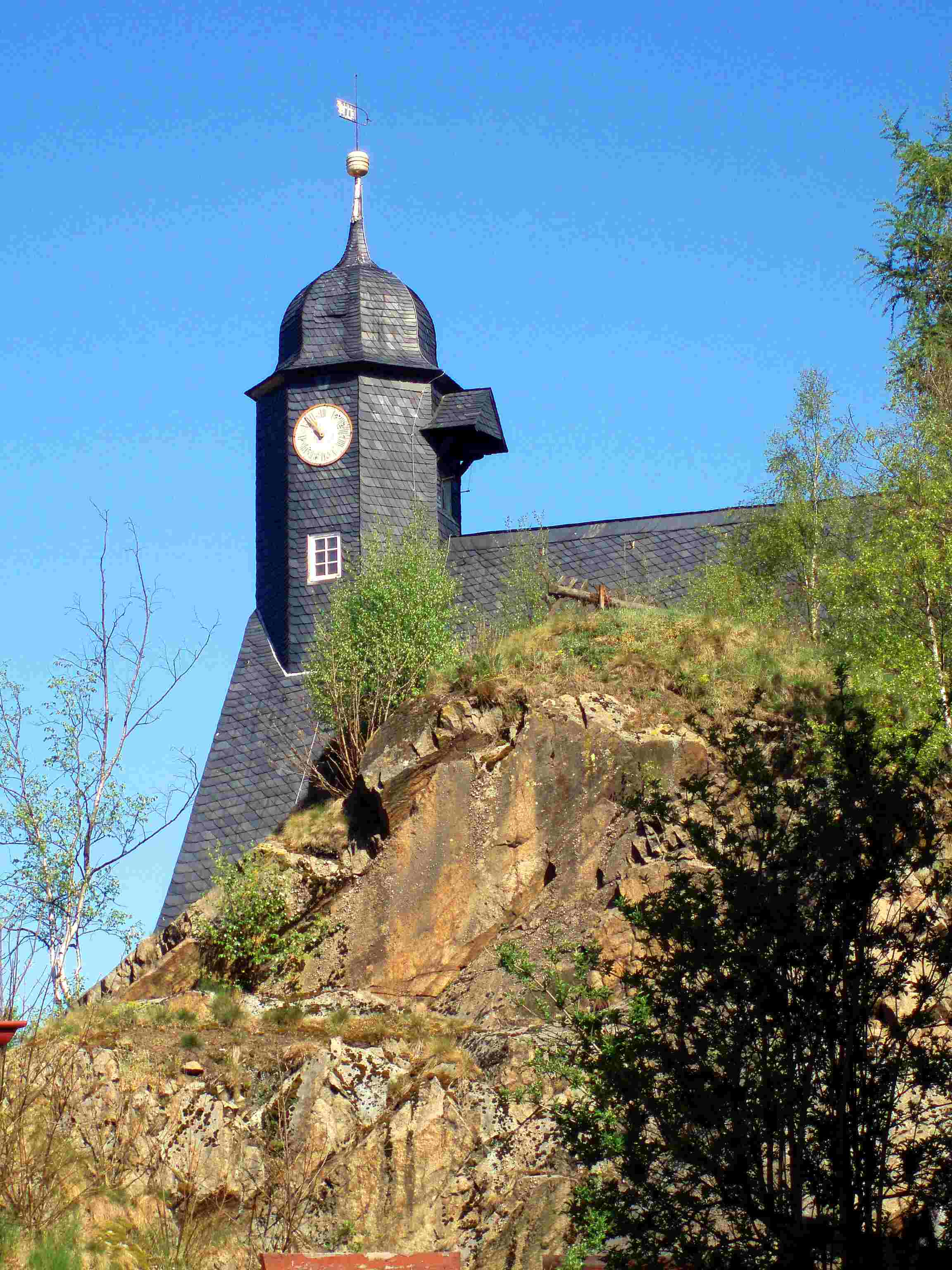
Blick zum Kirchturm am Druidenstein

## Wappen
Blasonierung: „In Gold eine grüne Tanne auf gewölbtem grünen Schildfuß, begleitet von je einem schwarzen Bergmannsgezähe.“
Im Jahr 1995 beauftragte der Gemeinderat den Magdeburger Kommunalheraldiker Jörg Mantzsch mit der Erarbeitung eines Wappens. Grundlage war ein bereits geführtes, aber nicht  genehmigungsfähiges, weil heraldisch unkorrektes Wappenbild. Mantzsch vernachlässigte einige Symbole und beschränkte das Wappen auf seinen Bezug zur naturellen Umgebung und zum Bergbau als einstigen Hauptwirtschaftszweig.
Die Farben des Ortsteils Trautenstein sind Grün und Gelb.

## Kultur und Sehenswürdigkeiten
Funk- und Aussichtsturm der Harzer Schmalspurbahn auf der Bärenhöhe am Carlshaus, Trageburgruine mit Aussicht auf die Rappbode-Vorsperre am Harzer Hexenstieg
Im Jahre 1701 wurde am „Druidenstein“ eine barocke Fachwerkkirche mit hölzernem Tonnengewölbe und Hufeisenempore errichtet. Der Taufstein ist ein klassizistischer Harzer Eisenguss von 1830 und in der Form eines antiken Altars gestaltet. Zum 300. Jahrestag der Einweihung wurde die Kirche umfassend renoviert und erstrahlt mit dem Sternenhimmel nun in neuem Glanz. Auch die restaurierte Engelhardt-Orgel mit dem freistehenden Spieltisch und den elf Registern aus dem Jahre 1834 ist seit 2008 wieder spielbar.
Am Geburtshaus des Baurates und Bahndirektors Albert Schneider (1838–1910), dem heutigen Pfarramt in Trautenstein, befindet sich eine Gedenkplatte mit seinem Namen, des Weiteren wurde 2010 zu seinen Ehren die Bergstraße in Albert-Schneider-Straße umbenannt, in welcher auch sein Geburtshaus steht.
Die Heimatstube im Dorfgemeinschaftshaus gibt einen Einblick in die Geschichte Trautensteins seit der ersten Erwähnung des Ortes.

### Sport

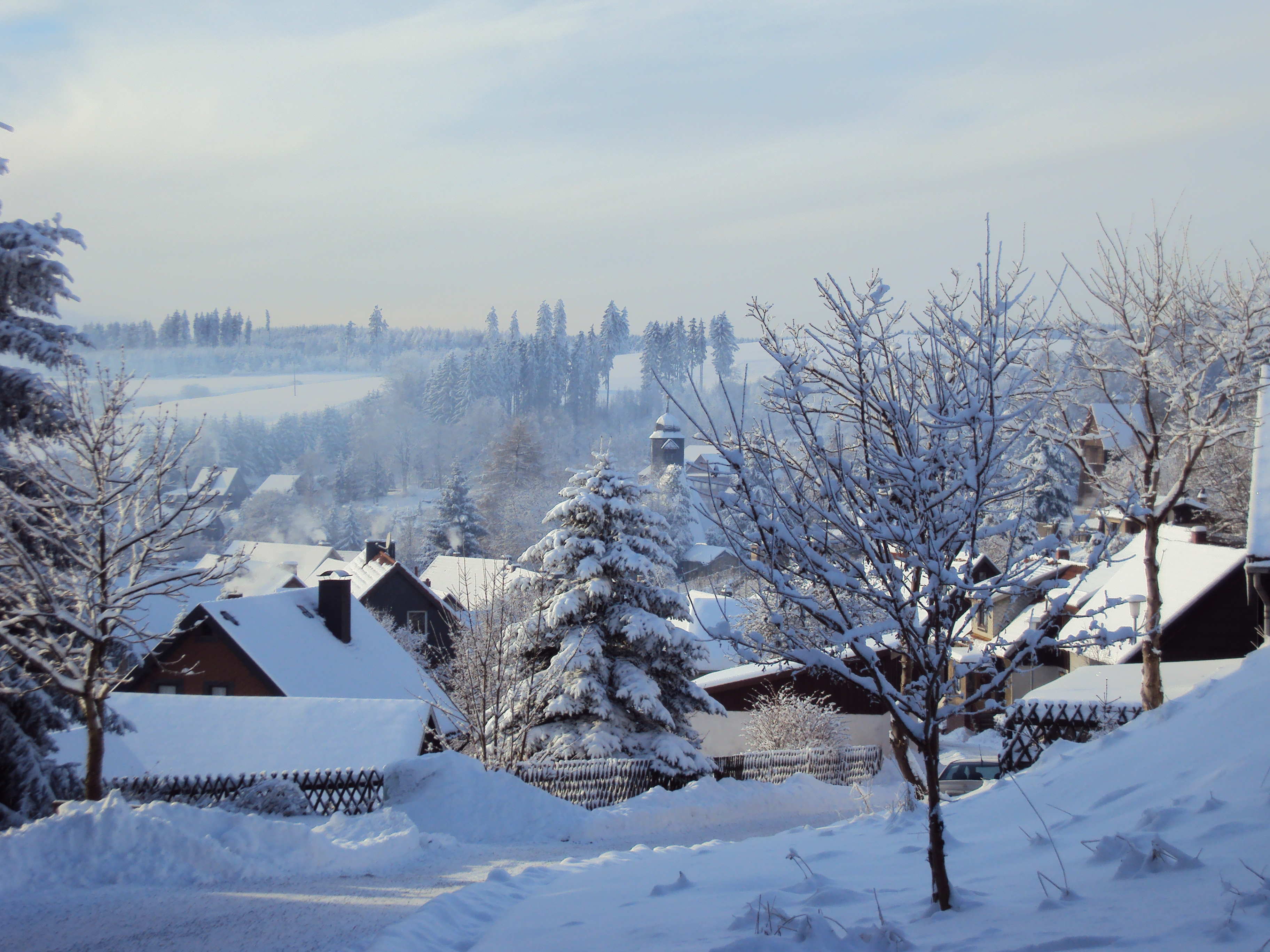
Trautenstein im Winter

Freizeitsportmöglichkeiten sind im Sommer neben dem Wandern, Sonnenbaden am Naturteich im Dammbachtal, Radwandern auf dem neuen Radweg von Trautenstein nach Hasselfelde, Angeln an der Talsperre, Nordic Walking, Reiten, Kutschfahrten und im Winter Pferdeschlittenfahrten, Langlauf, Rodeln und Winterwandern. Die Loipen richtet der Förderverein Loipenverbund Harz e. V. ein. Der Harzklub-Zweigverein Trautenstein richtet über das ganze Jahr verteilt Wanderungen mit den Mitgliedern aus.

### Regelmäßige Veranstaltungen
Im Sommer ist ein Höhepunkt das alljährliche dreitägige Schützenfest. Weitere Festlichkeiten im Ort sind das alljährliche Fußballturnier im Juni, das Feuerwehrfest um den Raben-Pokal, die Kirmes im August, das Oktoberfest, der Sankt-Martins-Umzug sowie das Lichterfest im Winter und andere Veranstaltungen im Dorfgemeinschaftshaus am Schützenplatz.

## Söhne und Töchter des Orts
- Albert Schneider (1833–1910), Baurat und Bahndirektor
- Karl Gronau (1889–1950), Hochschullehrer
- Theodor Heinrich Wilhelm von Lerche (1791–1847), Leibarzt des Zaren Nikolaus I. Pawlowitsch